# 2018 w informatyce
Kalendarium informatyczne 2018 roku
- 3 stycznia – podano do wiadomości publicznej informację o błędzie w architekturze procesorów, których wynikiem była dziura objawiająca się wyciekiem informacji znajdujących się w pamięci systemu operacyjnego[1][2].
- 31 stycznia – uruchomiono kryptowalutę EOS[1].
- kwiecień – komunikator internetowy Telegram został zablokowany w Rosji[3].
- 17 marca – wybuch afery Cambridge Amalytica. „The New York Times” i „The Guardian” ujawniły, że brytyjska firma konsultingowa Cambridge Analytica korzystała z danych osobowych kilkudziesięciu milionów użytkowników Facebooka bez ich zgody (potwierdzono później, że sprawa dotyczyła 87 milionów osób[4], w tym 57 tysięcy Polaków[5]). Dane wykorzystywano do targetowania reklam politycznych[1][6][4].
- kwiecień – AMD zaprezentowała Zen+[1].
- 21 czerwca – Uniwersytet Michigan ogłosił zbudowanie mikrokomputera ARM o wymiarach 0,3 mm z każdej strony[1].
- 2 sierpnia – Microsoft wydał Surface Go[1].
- 2 października – wprowadzono do sprzedaży system operacyjny Microsoft Windows Server 2019[7].
- Powstał program Surfshark[1].